# Jos De Swerts
Jos De Swerts (Antwerpen, 28 maart 1890 – Merksem, 28 juni 1939), ook bekend onder de naam Joz De Swerts, was een Belgisch modeontwerper, illustrator en cartoonist. De Swerts wordt de grondlegger van de spotprentkunst in Vlaanderen genoemd.
De Swerts begon zijn carrière als modeontwerper, maar werd later illustrator voor bladen als de Vlaamse Filmpjes, Zonneland, Averbode's Weekblad, Pallieter, Hooger Leven, De Standaard en Nieuw Vlaanderen. Hij illustreerde ook de boeken van Filip De Pillecyn en ontwierp affiches voor de IJzerbedevaarten (1929-1939).
Hij signeerde zijn tekeningen met 'Joz'.
De Jos De Swertsstraat in Merksem werd naar hem vernoemd.

## Enkele ontwerpen door De Swerts

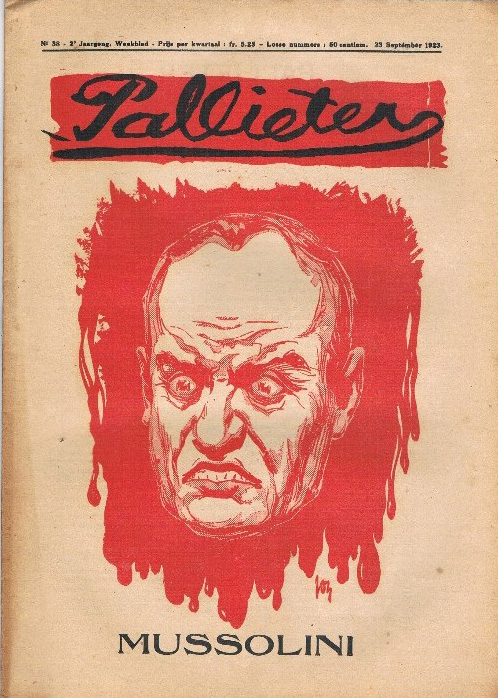
Mussolini (1923)
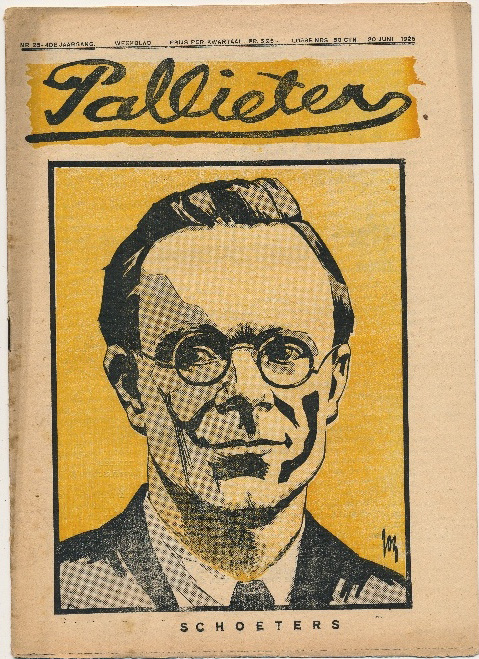
Schoeters (1925)
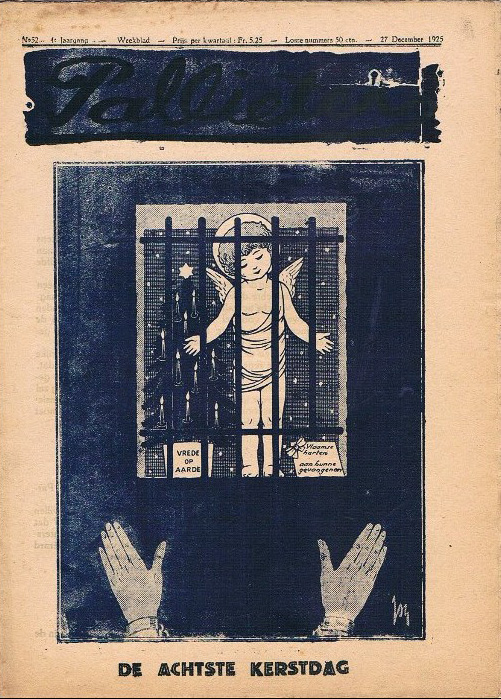
"Achtste Kerstdag" (1925)

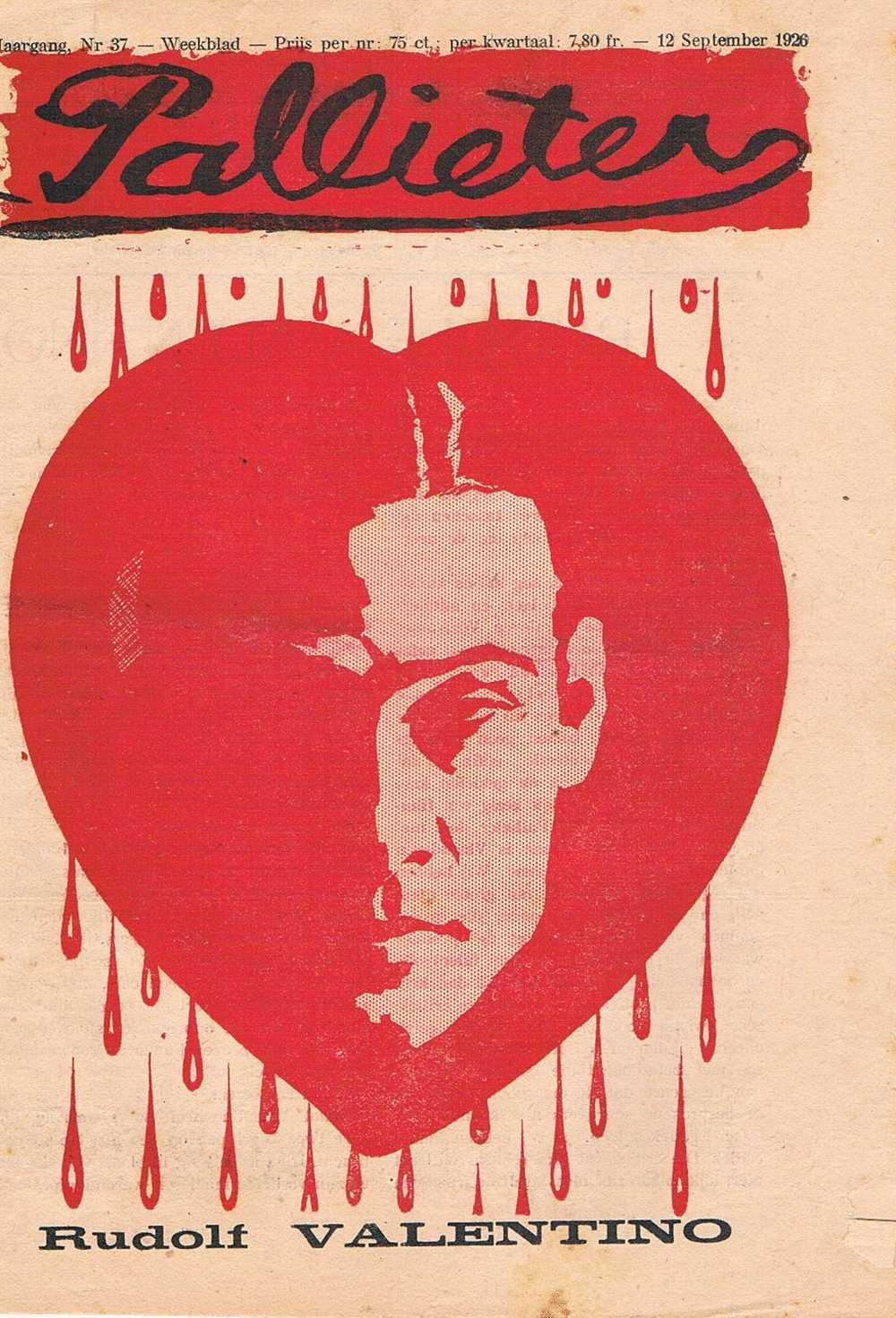
Rudolf Valentino (1926)
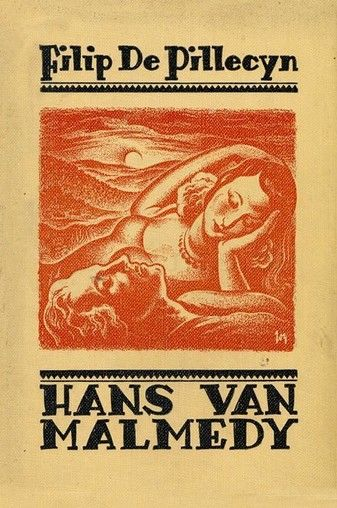
Boekomslag Hans van Malmédy (1935)
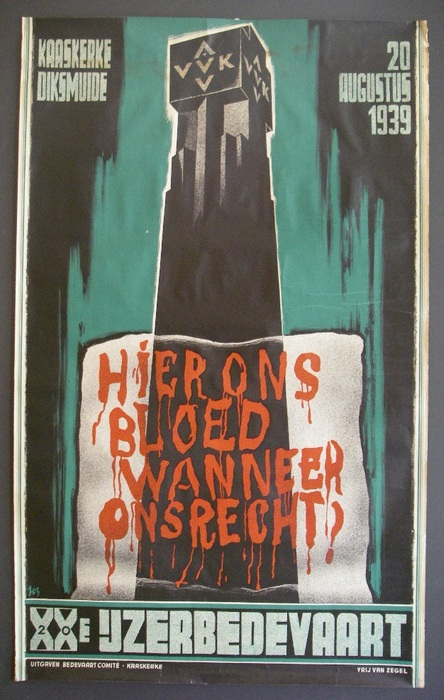
IJzerbedevaart 1939